# Triell
Das Triell ist eine Variante des Duells mit drei anstatt mit zwei Kämpfern (jeder gegen jeden, nicht zwei gegen einen). Bekannt wurde das Triell durch seine paradoxe Eigenschaft, dass unter bestimmten Bedingungen gute Schützen gegenüber schlechten Schützen im Nachteil sind. Die Idee des Triells stammt aus der Mathematik. Der Begriff wurde einer breiten Öffentlichkeit durch die Bundestagswahl 2021 bekannt, bei der sich drei statt wie gewohnt zwei Kanzlerkandidaten mit realistischen Chancen um das Amt bewarben, bei der Bundestagswahl 2025 schließlich entstand der Begriff des Quadrells.
Etymologisch ist das Triell abgeleitet vom Duell (altlateinisch duellum ‚Krieg‘, später volksetymologisch mit duo ‚zwei‘ verbunden und mittellateinisch zu ‚Zweikampf‘ umgedeutet; tri- bzw. griechisch τρι- ist ein Präfix für ‚drei, dreifach‘).
Ähnlich ist das gleichbedeutende englische truel ein Neologismus aus duel.
Wie ein Duell kann ein Triell auf unterschiedliche Arten und Weisen ausgetragen werden. So muss beispielsweise vereinbart werden, ob nur ein Schuss abgegeben werden darf oder ob so lange geschossen wird, bis nur noch ein Schütze überlebt.
Trielle sind in vielfältigen Ausprägungen wissenschaftlich erforscht, insbesondere durch D. Marc Kilgour. Eine vollständige Untersuchung in Begriffen der Spieltheorie steht allerdings noch aus.

## Geschichte
Erstmals weiter bekannt wurde das Triell 1959 durch seine Erwähnung in Martin Gardners Buch „Mathematische Rätsel und Probleme“. Als früheste Quelle gibt er „Question Time“ von Hubert Phillips (Farrar and Rinehart, Inc., 1938) an. Die Lösung entnahm er allerdings einer wissenschaftlichen Veröffentlichung, dem American Mathematical Monthly, Ausgabe Dezember 1948.
Große Popularität erlangte die Idee bald darauf durch den sehr bekannten Western Il buono, il brutto, il cattivo (1966, deutscher Titel: Zwei glorreiche Halunken) von Sergio Leone (siehe Mexican Standoff). Zur finalen Auseinandersetzung mit Revolvern um einen Goldschatz stellen sich drei Westerner an einem Kreis auf. Jeder der drei hat unterschiedliche Motive, auf einen der anderen zu schießen. Leone nutzt die komplexe Motivverflechtung zur Vervielfachung der Spannung eines klassischen Duells.
1973 fand Donald Knuth nach weiterer wissenschaftlicher Untersuchung eine optimale Strategie, die Gardner und seine Vorgänger übersehen hatten: Alle Spieler schießen in die Luft.
In den 1970er Jahren wurde das Triell mit verschiedensten Regelwerken wissenschaftlich untersucht:
- Trielle mit unendlicher Anzahl von Schüssen als auch begrenzter Anzahl von Schüssen pro Spieler.
- Trielle, in denen Luftschüsse verboten bzw. erlaubt waren.
- Trielle, in denen die Reihenfolge des Schussrechts variiert wird.
- Trielle, in denen Duelle zwischen zwei überlebenden Spielern unter völlig neuen Bedingungen fortgeführt werden.

Das Triell wurde durch die Erwähnung in Simon Singhs Buch Fermats letzter Satz (2000) ein weiteres Mal allgemein bekannt. Im Vergleich zu Gardners Version wurden dort die Trefferwahrscheinlichkeiten geändert. Donald Knuths Ergebnis wurde bei der Lösung jedoch nicht berücksichtigt.
Im Kurzfilm Triell (2004, Regie: Su Turhan) mit Michael Ballhaus an der Kamera kämpfen drei Männer in einem Triell um eine Frau, gespielt von Bettina Zimmermann.

## Analyse
Gardner und Singh glaubten, dass der schwächste Schütze zum eigenen Vorteil am besten in die Luft schießt sowie die beiden besten Schützen aufeinander. Dies ist aber nur unter bestimmten Bedingungen zutreffend, die von beiden Autoren nicht genannt wurden.
Im Folgenden werden für das Triell, wie es in den Versionen von Gardner und Singh beschrieben ist, die Grundzüge der Lösung von Kilgour (Lit.: Kilgour, 1975) dargelegt.

### Das Problem
Drei Schützen veranstalten ein Triell, bei dem nacheinander geschossen wird, bis nur noch ein Teilnehmer lebt. Alle drei Schützen sind bekanntermaßen unterschiedlich treffsicher. Um das Triell gerecht zu gestalten, wird dem schlechtesten der erste Schuss gewährt; dann folgt der zweitbeste (falls er noch lebt), dann der beste (falls er noch lebt). Danach geht es wieder beim schlechtesten los. Wohin sollen die Schützen optimalerweise zielen?

### Zusätzliche Annahmen
Für eine eindeutige Bestimmung der optimalen Strategien müssen einige Eigenschaften der Nutzenfunktionen der Kombattanten klar definiert werden.
Der Nutzen von Schütze 2, wenn die Schützen 1 und 3 erschossen sind, sei u2(13).
Dann sind folgende Annahmen plausibel:
{\displaystyle u_{2}(13)\geq u_{2}(1)=u_{2}(3)>u_{2}(123)\geq u_{2}(12)=u_{2}(23)\geq u_{2}(2)}
Unter weiteren Annahmen an die Nutzenfunktion können nun die optimalen Strategien bestimmt werden.

### Die Lösung
Szenario 1. „nicht-feindliche“ Spieler
Sind alle Spieler „nicht-feindlich“ gesinnt, d. h. ist es ihnen gleich, wie viele andere Spieler tot sind, solange sie nur selbst am Leben bleiben (das würde für die Nutzenfunktion des zweiten Spielers bedeuten: {\displaystyle u(123)=u_{2}(12)=u_{2}(23)=u_{2}(2)}), dann ist das In-die-Luftschießen aller Spieler die einzige Lösung des Spiels.
Szenario 2. Mindestens ein „feindlicher“ Spieler
Ist jedoch einer der Spieler „feindlich“ gesinnt (z. B. {\displaystyle u_{2}(23)>u_{2}(2)}), so gibt es – je nach Trefferwahrscheinlichkeiten der einzelnen Spieler – genau eine der folgenden Lösungen:
- Wenn G2 > 0 : Alle schießen aufeinander.
- Wenn G2 < 0 : Die beiden Stärksten schießen aufeinander. Der Schwächste schießt in die Luft.
- Wenn G2 = 0 : Die beiden Stärksten schießen aufeinander. Der Schwächste schießt mit einer beliebigen Wahrscheinlichkeit auf den Stärksten.

Dabei ist {\displaystyle G_{2}(a,b,c)=-1+b+b^{2}c+a\left(b+c-b^{2}-2bc-b^{2}c\right)+a^{2}b^{2}c\;\;\;f{\ddot {u}}r\;\;\;0<a\leq b\leq c<1}
Beispiel: Für a = 1/3, b = 2/3 und c = 1 ist G2(a,b,c) = -0.24926, d. h. der Schwächste würde in die Luft schießen und die anderen beiden aufeinander.
Die folgende Tabelle verdeutlicht den großen Vorteil, den der schwächste Schütze im Triell hat. Im ersten Beispiel (Gardner) überlebt er mit einer Wahrscheinlichkeit von 54 %. Der beste Schütze, der immer trifft, geht jedoch nur mit einer Wahrscheinlichkeit von 10 % als Sieger hervor (beide Aussagen für das Szenario Mindestens ein „feindlicher“ Spieler).
Tabelle: Optimale Strategien und Überlebenswahrscheinlichkeiten (ÜW) in zwei beispielhaften Triellen
|                    | Mindestens ein „feindlicher“ Spieler | Mindestens ein „feindlicher“ Spieler | Mindestens ein „feindlicher“ Spieler | Mindestens ein „feindlicher“ Spieler | Mindestens ein „feindlicher“ Spieler | Mindestens ein „feindlicher“ Spieler | Mindestens ein „feindlicher“ Spieler | Mindestens ein „feindlicher“ Spieler | Mindestens ein „feindlicher“ Spieler | „nicht-feindliche“ Spieler | „nicht-feindliche“ Spieler |
| von Martin Gardner | von Martin Gardner                   | von Martin Gardner                   |                                      |                                      | von Simon Singh                      | von Simon Singh                      |                                      |                                      |                                      |                            |                            |
| Kämpfer            | TW                                   | optimale Strategie                   | ÜW analytisch                        | ÜW analytisch                        | ÜW simuliert                         | TW                                   | optimale Strategie                   | ÜW analytisch                        | ÜW simuliert                         | optimale Strategie         | ÜW                         |
| A                  | 1                                    | Schuss auf B                         | 24,167 %                             | 9/90 (10,00 %)                       | 10,44 %                              | 1                                    | Schuss auf B                         | 14/63 (22,22 %)                      | 22,75 %                              | Schuss in die Luft         | 1,00                       |
| B                  | 0,8                                  | Schuss auf A                         | 31,111 %                             | 32/90 (35,56 %)                      | 35,32 %                              | 2/3                                  | Schuss auf A                         | 24/63 (38,10 %)                      | 38,00 %                              | Schuss in die Luft         | 1,00                       |
| C                  | 0,5                                  | Schuss in die Luft                   | 44,722 %                             | 49/90 (54,44 %)                      | 54,24 %                              | 1/3                                  | Schuss in die Luft                   | 25/63 (39,68 %)                      | 39,25 %                              | Schuss in die Luft         | 1,00                       |

TW steht für die Trefferwahrscheinlichkeit des jeweiligen Schützen. Simuliert wurde jeweils 10.000 Mal. Das Ereignis zu überleben oder nicht ist dabei für jeden Schützen binomialverteilt.
Die mittlere Überlebenswahrscheinlichkeit bei der Simulation hat dabei eine Streuung, die proportional ist zu {\displaystyle {\sqrt {1/n}}}, wenn {\displaystyle n} die Anzahl der Versuche ist.
Dies erklärt die Abweichungen zwischen den Simulationsergebnissen und Gardners analytischen Ergebnissen ab der dritten Stelle ({\displaystyle {\sqrt {1/10000}}=10^{-2}}).
Wenn die Überlebenswahrscheinlichkeiten als Nutzen der Spieler benutzt werden, befindet man sich automatisch im Szenario „nicht-feindlicher“ Spieler.
Die Schwierigkeit bei der Analyse des Triells besteht nicht darin, die Überlebenswahrscheinlichkeiten der Spieler zu berechnen, wenn die optimalen Strategien der Spieler schon bekannt sind, sondern die optimalen Strategien erst einmal herauszufinden.

### Kritik an der Lösung
Es lassen sich einige Kritikpunkte in obiger Analyse finden. So sind nur stationäre Strategien zugelassen, was bedeutet, dass kein Strategiewechsel während des Schusswechsels vorgenommen werden kann. Zudem ist der Einfluss von Risikoeinstellungen (beispielsweise Risikoaversion) nicht ausdrücklich berücksichtigt.